# Погорелово (Ростовская область)
Погоре́лово — станция в Каменском районе Ростовской области.
Входит в состав Астаховского сельского поселения.

## Население
| 2010 |
| ---- |
| 91   |

## Улицы
На станции имеется две улицы — Полевая и Шолохова. 

## Инфраструктура
В Погорелово построена мощная электрическая подстанция, принадлежащая Ростовскому предприятию магистральных электрических сетей (филиал ОАО «Федеральная сетевая компания Единой энергетической системы»).
Также в населённом пункте располагается железнодорожная станция Погорелово.